# Getande mollisia
De getande mollisia (Micropeziza cornea, synoniem: Mollisia sylvatica) is een schimmel behorend tot de familie Dermateaceae. Hij leeft saprotroof op planten uit de cypergrassenfamilie (Cyperaceae) en op russen (Juncus).

## Kenmerken
De apothecia zijn tot 0,5 mm groot. Ze worden gevormd onder een soort schild en bestaan uit hyfen met geelbruine wand.

## Verspreiding
In Nederland komt de getande mollisia uiterst zeldzaam voor.